# Stomp 442
Pour les articles homonymes, voir 442 (homonymie).
Albums de Anthrax
Sound of White Noise
(1993) Volume 8: The Threat is Real
(1998)
Singles
1. Fueled
Sortie : 1995
2. Nothing
Sortie : 1996

Stomp 442 est le septième album studio du groupe de thrash metal américain Anthrax. Il est sorti 24 octobre 1995 sur le label Elektra Records et a été produit par le groupe et les Butcher Bros.

## Historique
Cet album fut enregistré et mixé début 1995 au Studio 4 à Conshohocken en Pennsylvanie.
Il est le premier album sans le guitariste soliste Dan Spitz, celui-ci est remplacé (sans être crédité comme membre du groupe) par Paul Crook, l'ancien technicien guitare de Spitz. Charlie Benante, le batteur assure aussi les parties de guitare solo et rythmique. Invités, Dimebag Darrell, guitariste de Pantera, participe en tant que soliste sur deux titres (voir liste des titres), Mike Tempesta sur un.
Il se classa à la 47e place du Billboard 200 aux États-Unis et à la 77e place des charts britanniques. Le single Nothing se classa à la 89e place du UK Singles Chart.
La pochette de l'album est signée par Storm Thorgerson et Peter Curzon.
La réédition 2001 de l'album est augmentée de quatre titres bonus dont trois reprises.

## Liste des titres
- Toutes les musiques sont signées par Charlie Benante et les paroles sont de Scott Ian et John Bush.

| No  | Titre                             | soliste                | Durée |
| --- | --------------------------------- | ---------------------- | ----- |
| 1.  | Randoms Act of Senseless Violence | Paul Crook             | 4:02  |
| 2.  | Fueled                            |                        | 4:02  |
| 3.  | King Size                         | Dimebag Darell         | 3:58  |
| 4.  | Riding Shotgun                    | Crook, Darrell         | 4:25  |
| 5.  | Perpetual Motion                  |                        | 4:18  |
| 6.  | In a Zone                         | Crook                  | 5:06  |
| 7.  | Nothing                           | Benante                | 4:33  |
| 8.  | American Pompeii                  | Benante, Mike Tempesta | 5:30  |
| 9.  | Drop the Ball                     | Crook                  | 4:59  |
| 10. | Tester                            | Benante, Ian           | 4:21  |
| 11. | Bare                              | Benante                | 5:29  |

Titres bonus de la réédition 2001
| No  | Titre                                       | Auteur                    | Durée |
| --- | ------------------------------------------- | ------------------------- | ----- |
| 12. | Grunt and Click                             | Bush, Ian, Benante, Bello | 5:29  |
| 13. | Dethroned Emperor (reprise de Celtic Frost) | Tom Fisher                | 4:32  |
| 14. | Celebrate Summer (reprise de Hüsker Dü)     | Bob Mould                 | 4:30  |
| 15. | Watchin' You (reprise de Kiss)              | Gene Simmons              | 3:38  |

## Musiciens
Anthrax
- Scott Ian: guitare rythmique, acoustique, percussions, chœurs
- Charlie Benante: batterie, percussions, guitares, talkbox
- John Bush: chant
- Frank Bello: basse 4 & 12 cordes, chœurs

Invités
- Paul Crook: guitare solo
- Dimebag Darrell: guitare solo
- Mike Tempesta: guitare solo

## Charts
Charts album
| Pays        | Durée du classement | Meilleur classement |
| ----------- | ------------------- | ------------------- |
| Australie   | 1 semaine           | 49e                 |
| Canada      | 2 semaines          | 81e                 |
| États-Unis  | 3 semaines          | 47e                 |
| Finlande    | 2 semaines          | 36e                 |
| Royaume-Uni | 1 semaine           | 77e                 |

Chart single
| Date       | Single  | Chart            | durée du classement | Position |
| ---------- | ------- | ---------------- | ------------------- | -------- |
| 10/02/1996 | Nothing | UK Singles Chart | 1 semaine           | 89e      |